# Ludwig der Jüngere von Anhalt-Köthen
Ludwig der Jüngere von Anhalt-Köthen (* 9. Oktober 1607 in Köthen; † 15. März 1624 ebenda) war ein schon im Alter von 16 Jahren verstorbener anhaltischer Thronfolger.

## Leben
Prinz Ludwig d. J. war der Sohn von Fürst Ludwig I. von Anhalt-Köthen und dessen Ehefrau Amoena Amalia, einer Tochter des Grafen Arnold II. von Bentheim. Er war nach Aussagen von Zeitzeugen hochbegabt und ließ „in der politischen Zukunft des Landes auf Großes hoffen“ (Kaspar von Teutleben).
Noch am Gründungstag (24. August 1617) nahm ihn sein Vater in die Fruchtbringende Gesellschaft auf. Der Fürst verlieh dem zehnjährigen Knaben den Gesellschaftsnamen der Saftige und das Motto „Unausgesogen taugs nicht“. Als Emblem wählte er für seinen Sohn „eine Wassermelone aufgeschnitten und in Stücklein geteilt“ (Citrullus lanatus (Thunb.) Matsum et Nakai). Im Köthener Gesellschaftsbuch findet sich der Eintrag Prinz Ludwigs d. J. unter der Nr. 6.
Ob Ludwig d. J. am 1. März 1624 am Treffen der Académie des parfaits amants in Köthen teilgenommen hat, ist fraglich, denn er starb am 15. März 1624 im Alter von 16 Jahren und wurde in der Köthener St. Jakobskirche beigesetzt.